# Agastache rupestris
Agastache rupestris är en kransblommig växtart som först beskrevs av Edward Lee Greene, och fick sitt nu gällande namn av Paul Carpenter Standley. Agastache rupestris ingår i släktet anisisopar, och familjen kransblommiga växter. Inga underarter finns listade i Catalogue of Life.

## Bildgalleri

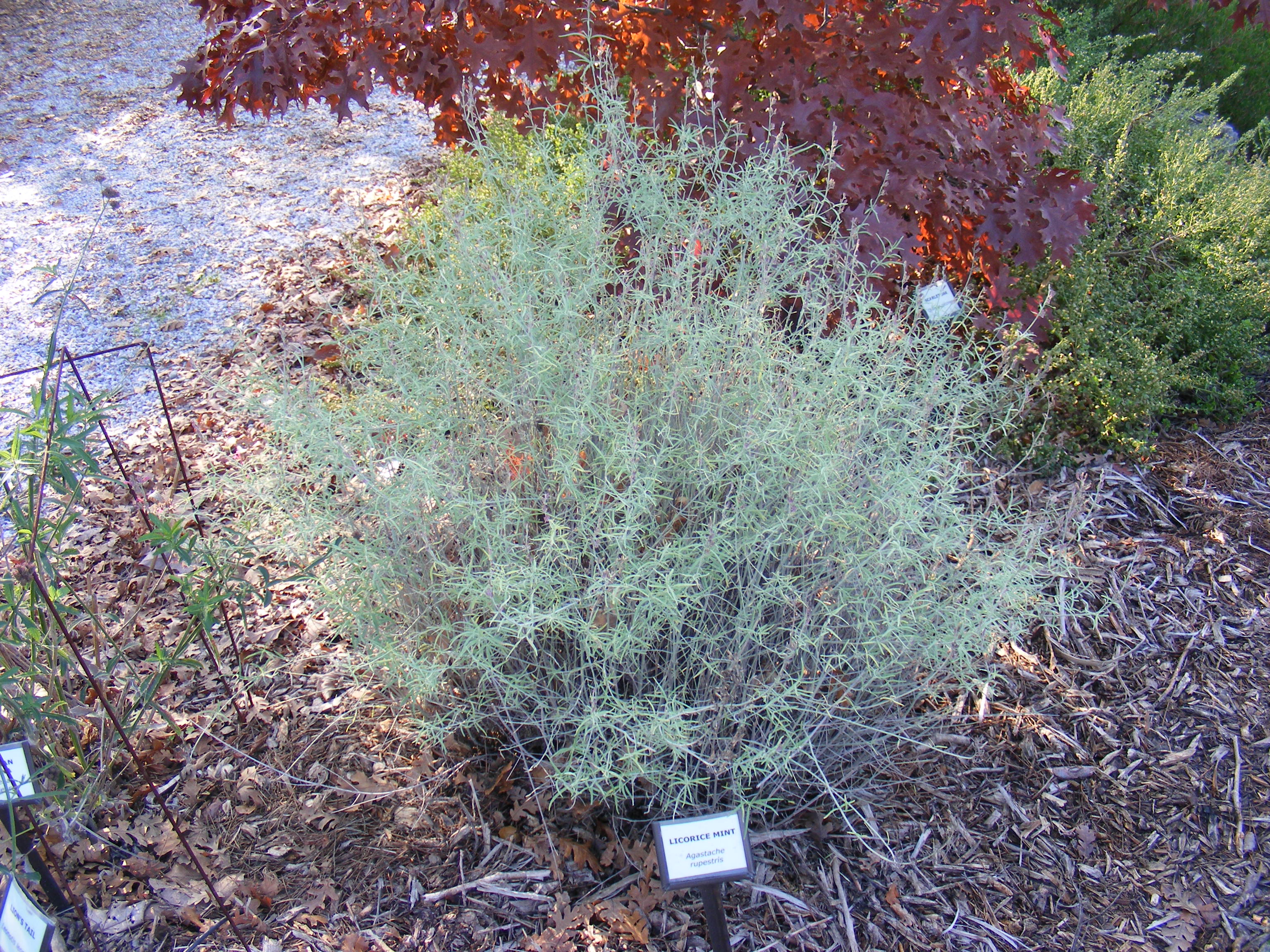
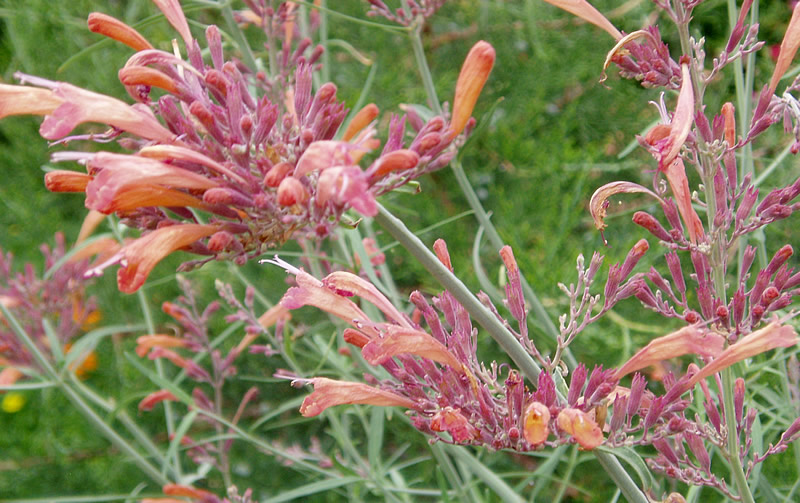